# Mosquée Bibi-Heybat
La mosquée Bibi-Heybat (en azéri : Bibiheybət məscidi) est une mosquée chiite située à Bibi-Heybat, au sud de la baie de Bakou dans la Péninsule d'Abşeron (Azerbaïdjan). Le bâtiment actuel date des années 1990. Il s'agit d'une reconstruction, qui s'inspire fortement de la mosquée éponyme bâtie, elle, dans la seconde moitié du XIIIe siècle par le Chirvanshah Abu-l-Fath Farruhzad et complètement détruite par les bolcheviks en 1936, lors de répression de la religion qui a touché tout le territoire de l’URSS.
Le complexe de Bibi-Heybat abrite les sépultures et les tombeaux de personnes vénérées, en particulier celle de Ukeyma Khanum (Ukeyma est une déformation azérie de l'arabe Hakîma), qui est une descendante du prophète Mahomet par l'imâm Moussa al-Kazim. Il s'agit d'un des plus importants monuments de l'architecture islamique en Azerbaïdjan. 
L'ancienne mosquée avait reçu la visite de Abaskouli-agha Bakikhanov, Alexandre Dumas (dans les années 1850) et de Khurchidbanu Natavan. Les gens de l'endroit l'appellent souvent « mosquée de Fatima », du fait que Ukeyma Khanum est aussi connue sous le nom de Fatima al-Sughra (« la petite Fatima »). C'est cette appellation que Dumas reprend dans la description qu'il donne du bâtiment dans son Voyage au Caucase.

## Histoire et importance

### Le nom de la mosquée
La mosquée a été construite au-dessus de la tombe de Ukeyma (Hakima) Khanum, aussi connue sous le nom de Fatima al-Sughra (« la petite Fatima »), l'une des filles du septième imam chiite Moussa al-Kazim. Elle avait fui vers Bakou afin d’échapper aux califes sunnites qui pourchassaient son frère, l'imam Réza. Elle avait donc pris un nouveau nom, Bibi Heybat (« tante de Heybat »), de manière à ne pouvoir être reconnue. Par la suite, la mosquée qui abrite son tombeau a pris à son tour ce nom. 
Une inscription, gravée sur sa tombe indique : « Ici repose Ukeyma khanum, descendante du prophète Mahomet, petite-fille du sixième imam Ja'far al-Sâdiq, fille du septième imam Mussa al-Kazim, sœur du huitième imam Réza ». Ukeyma khanum appartenait donc à la famille de l’imam Ali et de son épouse Fatima, elle-même fille de Mahomet. 

### Date de construction

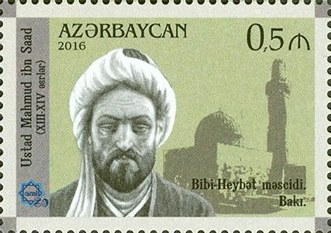
Timbre d'Azerbaïdjan (2016) avec Mahmud ibn Saad et la mosquée Bibi Heybat (état avant 1911).

Se fondant sur les inscriptions trouvées sur le mur du côté sud de la mosquée, les historiens font remonter sa construction au XIIIe siècle. Une inscription en arabe dit : « [c'est] le travail de Mahmud ibn Saad » — le même architecte a bâti la forteresse de Nardaran (en) près de Bakou, terminée en 1301, ainsi que la mosquée du Mollah Ahmed à Bakou.
L’orientaliste Ilya Berezin, qui avait visité la mosquée de Bibi-Heybat en 1841, a découvert une autre inscription arabe : «La construction de cette mosquée a été ordonnée par Malik le grand, le plus grand sultan, le défenseur de l’État et de la foi Abu al-Fath ibn Farruhzad Akhsitan Fariburz, aide de l’émir des croyants. Qu’Allah prolonge son règne et sa domination ! En l'an quatre-vingt[De quoi ?] (1281 - 1282) ». Selon la version de Sara Achourbeyli, le nom de Farruhzad aurait été gravé à cause de la restauration du monument par les Chirvanshahs. Mais la mosquée, elle-même, pourrait dater d'une période plus ancienne que celle des Chirvanshahs.

### Origine du nomChikhovo
Par la suite, les cheikhs, qui étaient considérés comme des théologiens vénérés, s'installèrent aux alentours de la mosquée. L’endroit où ils vivaient a  connu plus tard sous le nom de Chikh (du mot « cheikh »), d’où vient le nom actuel de la banlieue de Bakou appelée Chikhovo, où se trouve la mosquée aujourd’hui.

### La mosquée, unpirspirituel
La présence de la tombe d'une descendante de Mahomet fait de cette mosquée un lieu spirituel important, en particulier pour les chiites, et ce non seulement en Azerbaïdjan mais dans l'Orient musulman. Bibi Heybat est l'un des plus célèbres des quelque 500 pir du pays, c'est-à-dire, dans ce cas (à la différence du sens habituel du mot pir), des sanctuaires pouvant être des éléments de la nature (arbres, rochers, montagnes…) ou  des lieux supposés avoir liés à un personnage saint et à sa sépulture (mosquées, mausolées, ou simplement tombes). Les pir sont donc des lieux de pèlerinage où l'on espère bénéficier de la médiation des esprits qui y séjournaient. Il s'agit là d'un lointain héritage de croyances turques pré-islamiques qui, plus tard, ont été reprises en particulier par les chiites azerbaïdjanais, et ce plus encore quand il s'agit d'endroits liés à des sayyid, à savoir des descendants du Prophète de l'islam (et tout spécialement pour les chiites une descendance via Ali et Fatima). 
C'est ainsi que la mosquée Bibi Heybat est devenue un lieu considéré comme un pir. Elle se trouve à proximité de l'autoroute reliant Bakou au sud-ouest de l'Azerbaïdja. On observe souvent que les gens qui passent par là en voiture s'arrêtent pour offrir une aumône au pir avant de poursuivre leur route. Ils croient que Dieu les protégera ainsi des accidents de la circulation, en mémoire de l'âme de Ukeyma-Hakîma Khanum. Le plus souvent ces aumônes au pir se montent à quelques manats azerbaïdjanais, qui sont censés servir à des fins religieuses ou pour aider les pauvres.
La région d'Abşeron compte un autre pir, celui du sayyid Mir Movsum Agha (en) (1883 - 1950).

#### Vertus de la mosquée
On comprend que de nombreux musulmans aient demandé qu'on les enterre dans la mosquée ou près d'elle. On peut mentionner parmi eux le soufi Hadji Cheikh Sharif, qui était arrivé à l’époque[Quand ?] à Bakou afin de propager le soufisme, et qui a passé le reste de sa vie dans cette mosquée, où il est enterré. On peut aussi mentionner les espoirs de guérisons, en particulier de l'infertilité, grâce à la fréquentation de Bibi Heybat. Alexandre Dumas écrit ainsi dans son ouvrage Voyage au Caucase : « La mosquée est le lieu de culte des femmes infertiles. Elles viennent ici à pied et prient. Et dans l'année, elles deviennent capables de donner naissance… » Par exemple, toujours selon Dumas, la célèbre poétesse azerbaïdjanaise Khourchidbanou Natavan (princesse Khassar Outsmiyeva dans son livre) a également visité cette place sainte, et dans l'année elle a eu un fils.

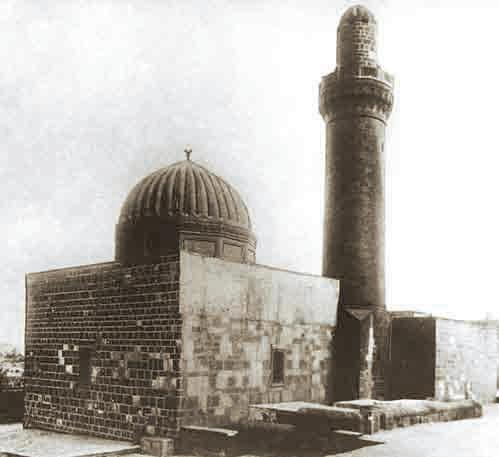
L'ancienne mosquée avant la restauration de 1911.

La mosquée a aussi été évoquée dans les ouvrages d'explorateurs et de voyageurs locaux et européens, tels que Abbasgoulou agha Bakikhanov, Evguéni Pakhomov, l'orientaliste russe Ilia Berezine (1818-1896) ou encore l’historien azerbaïdjanais du début du XXe siècle G. Sadigui. Ce dernier écrivait : « À cinq verstes au sud-ouest de Bakou, derrière le cap de Baïl, se trouve le village Chikhovo, situé sur la pente d'un éperon montagneux et une petite bande côtière. Son attraction est une belle mosquée ancienne. Il y a un demi-verste de la mer jusqu’à la mosquée : la mer est orientée vers l'est avec des marches et des portes sur les côtés sud et nord. Près de la mosquée, il y a un haut minaret, des mausolées, des cryptes et des tombes. » 
En 1911, au nord de la sépulture, l’architecte Hadji Nadjaf a rebâti la mosquée, financée par le mécène de Bakou Alasgar agha Dadachev. La sépulture et la vieille mosquée avec sa forme cubique ont aussi été reconstruites.

## Démolition et reconstruction

### Démolition

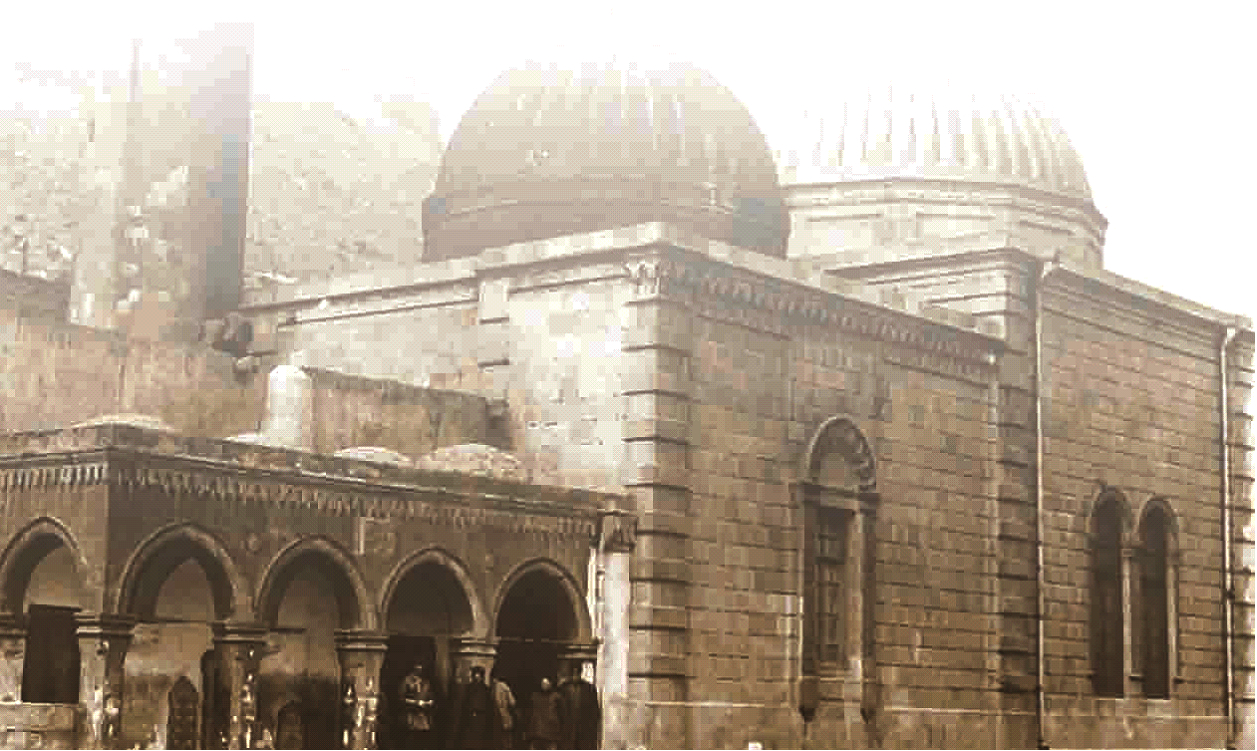
La mosquée au début du XXe siècle

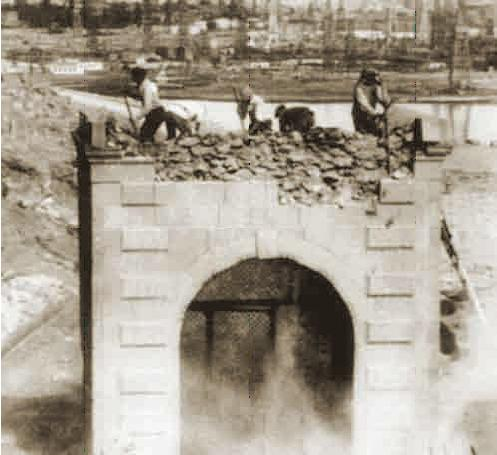
Démolition de la mosquée par les bolchéviks en 1936

Après l’instauration du pouvoir soviétique en Azerbaïdjan en 1920, les bolchéviks lancent la lutte contre la religion, et la mosquée de Bibi-Heybat, qui avait une grande influence sur les musulmans, devient la cible du nouveau régime, tout comme l’église cathédrale Alexandre Nevsky et l’église catholique polonaise. 
En septembre 1935, des demandes d'interdire les cultes paraissent dans la presse (en fait, il s'agissait de faux). Les autorités soviétiques font alors savoir qu'elles ont décidé de « satisfaire la pétition de  quelque 300 ouvriers du gisement de pétrole ont demandé à Staline relatif à la fermeture de la maison de prière « Bibi-[Heybat] » dans le village de Shikhovo ». En 1936, les autorités ordonnent la destruction de la mosquée à l'explosif, et par la suite, on fait passer une route à l'endroit où se trouvait la mosquée.
Cependant la même année, mais après la démolition de la mosquée, à Moscou, une résolution a été prise « Sur la conservation des monuments de l’architecture de signification historique ». Après la décision du gouvernement soviétique de préserver les monuments d'importance historique, le chef du comité azerbaïdjanais pour la protection des monuments anciens d’art et de nature, Azkomstarisa Salamov, a passé vingt ans dans les camps de Sibérie pour avoir détruit la mosquée.

### Reconstruction

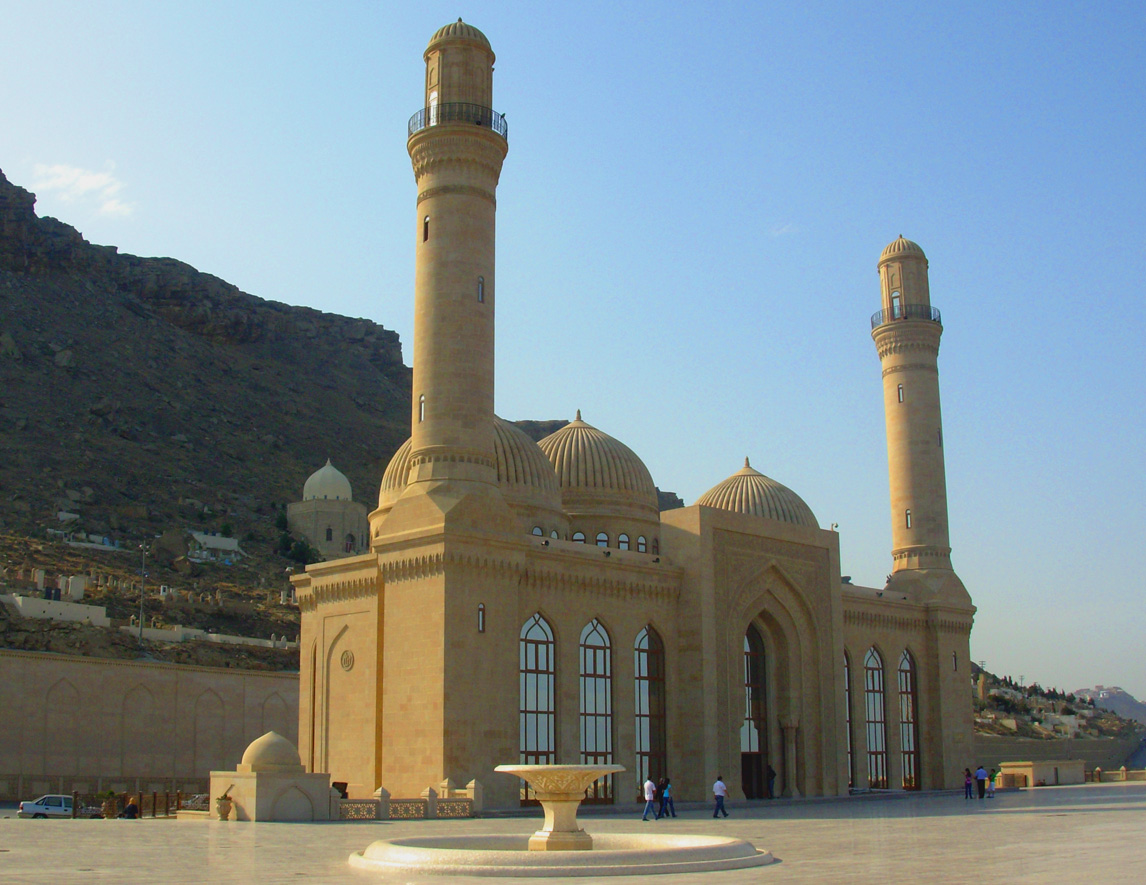
La mosquée reconstruite. Face Sud.

La plupart des mosquées détruites ont été rebâties en Azerbaïdjan, après le retour du pays à l’indépendance, et en 1994, le président Heydar Aliyev a ordonné la construction du nouveau bâtiment de la mosquée de Bibi-Heybat à son ancien emplacement. 
Le plan et les dimensions du complexe ont été travaillés déjà dans les années 1980, sur la base de photos prises avant sa démolition. On a aussi utilisé les mémoires de voyageurs, dont un article de G. Sadigui, écrit en 1925, dans lequel on a une description de l’ensemble au milieu des années 1920. 
C'est en 1998 que débutent les travaux de reconstruction de la mosquée Bibi-Heybat. Le 12 juillet 1998, lors de la cérémonie d’inauguration de la nouvelle mosquée, le président Heydar Aliyev déclara : « Il y a soixante ans, la mosquée édifiée à cet endroit sacré a été détruite de manière barbare. Notre spiritualité, nos valeurs morales et spirituelles, ainsi que l'Islam, ont subi une perte considérable, et notre peuple a reçu grand coup. Mais il n’a pas été détruit et n’a pas cédé… » Et il ajouta: « Nous nous réjouissons de découvrir la mosquée, ce grand monument que vous voyez aujourd’hui. Cependant, je crois que c’est seulement la première étape de l'ouvrage. Cette construction doit être encore achevée conformément au projet. ». Et il précisait qu'il veillerait lui-même à ce que ces travaux soient réalisés.
Les restaurateurs ont travaillé en suivant les anciens plans et dessins conservés. On a utilisé entre autres le « chabaka » (« vitrail »), technique azerbaïdjanaise ancienne et rare. Hassan Mustafayev, restaurateur sur or relève que «  La restauration de ce monument a exigé une approche délicate qui respecte chaque nuance, parce que c’est un lieu saint. » Le nouvel ensemble occupe une grande surface et il est plus vaste que l'ancien. Dans la cour de la mosquée on envisage aussi la création d'un terrain pour les prières publiques de quelques centaines de croyants.
Les différents travaux ont été terminés en 2008, et le 14 juillet de cette même année la mosquée dans sa forme définitive a été inaugurée par le président Ilham Aliyev, en présence du président du département musulman Allahchukur Pachazade, de l'archevêque de l’Église orthodoxe de Bakou,  Alexandre Ichéine, et de représentants des communautés juive et catholique.

## Architecture de l'ancienne mosquée

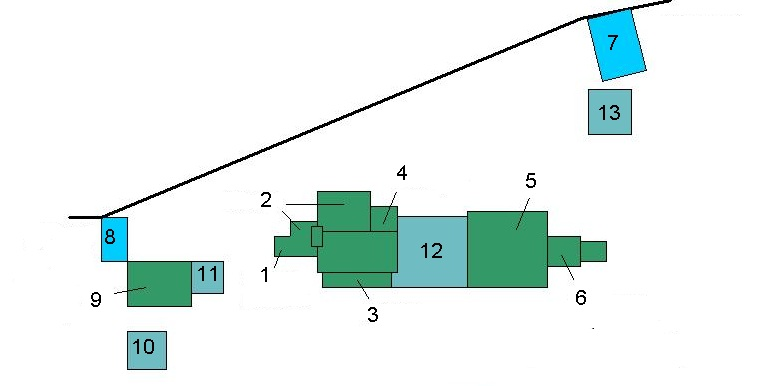
Le plan de Bibi Heybat avant sa destruction. 1. Ancienne mosquée. 2. Tombeau de Ukeyma (Hakima) Khanum. 3. Arcade. 4. Minaret. 5. Nouvelle mosquée. 6. Sortie. 7. Portail Nord. 8. Portail Sud. 9. Salle de service. 10, 11, 12, 13. Tombes.

On compte six étapes dans le développement de l’ensemble de l'ancienne mosquée. Chacune d'elles est marquée par l'ajout d'un nouveau bâtiment. Ces bâtiments ont été édifiés par les différents architectes, du XIIIe jusqu’au début du XXe siècle. L'ancienne mosquée et le minaret sont les premières installations et c'est dans cette mosquée qu'avait été gravée l’inscription en arabe « [c'est] le travail de Mahmud ibn Saad ». Les ajouts aux parties principales comprendront les portails sud et nord, les mausolées-sépultures, les bassins et une série de locaux de services. Les caractéristiques architecturales de la mosquée la rapprochent du type des mosquées médiévales largement répandu à Bakou. 
L'ancienne mosquée était située dans la partie sud du complexe. À l’ouest, un minaret d'une hauteur de vingt mètres jouxtait la sépulture de Ukeyma (Hakima) Khanum et la mosquée. Une crypte et deux niches furent ajoutées à la mosquée au sud du minaret : on y a trouvé dans le nom du souverain azerbaïdjanais du xviiie siècle, Fatali khan.
La galerie, formée de quatre travées, chacune recouverte d'une voûte, jouxtait un petit bâtiment rectangulaire. Des deux côtés, deux portes y menaient entre lesquelles il y avait les pierres tombales anciennes. En face de la mosquée se trouvait une source d’eau pour les ablutions avant la prière. Un autre bassin à eau en pierre jouxtait le mur de la sépulture. Il était décoré de filetage et avait des bols sur les chaines. Le minaret de la mosquée, lui, a été construit en 1305 - 1313 par Mahmud ibn Saad. Il se terminait par une corniche décorée de  muqarnas et était surmonté  d'une coupole semi-circulaire facettée. Le balcon du minaret était entouré par un garde-corps ajouré, en pierre. L’étude graphique montre que la hauteur du minaret était d'environ 22 mètres.
L'ancienne mosquée présentait un espace intérieur rectangulaire richement décoré, avec un arc brisé. Des muqarnas et un décor ornaient le l'arc en plein cintre surmontant le mihrab sur le mur sud. L’espace cubique de la sépulture était situé dans la partie nord, et il était voûté. Un lustre-chandelier (« shamdan ») était suspendu dans la coupole, et le crochet qui le retenait était entouré de vitraux. Du côté nord, la sépulture jouxtait le minaret et la mosquée. Sur la sépulture, on pouvait lire une inscription, découverte et traduite par l'orientaliste Boris Dorn. D’après celle-ci, ce mausolée avait été édifié en 1619 par le cheikh Sharif bin Cheikh Abid, décédé le jour qui suivit l’achèvement des travaux.

## Architecture de la mosquée actuelle

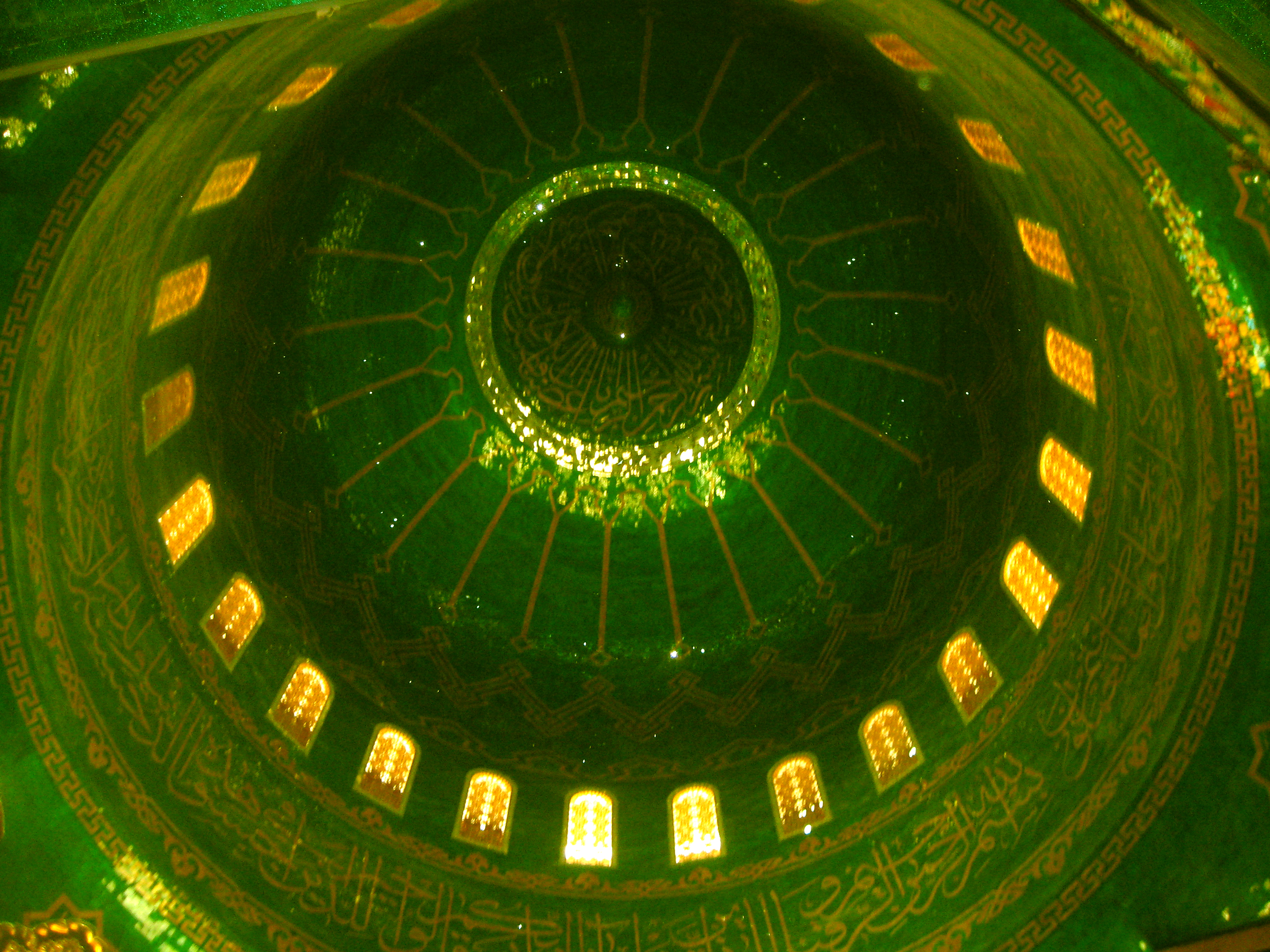
Une des trois coupoles de la nouvelle mosquée.

La nouvelle mosquée reprend les grands principes de l’école classique d’architecture de Chirvan que suivait le bâtiment original.  Les architectes ont appliqué des bases canoniques de l’école : l'échelle, les jeux d'ombre et de lumière, etc. Le bâtiment est construit en calcaire, tandis que les murs intérieurs sont recouverts de marbre de l'Oural. Le bâtiment est divisé en trois espaces, surmontés chacun d'une coupole : la salle de prière pour les hommes se trouve du côté sud de l’ensemble, celle des femmes du côté nord, et entre les deux le mausolée.  
La façade de la mosquée est divisée en trois parties encadrées par deux minarets : un portail central (pishtak) en ressaut par rapport aux deux ailes percées de trois hautes fenêtres en arc brisé. Le pishtak est richement décoré : arcs brisés qui s'enfoncent dans le mur et s'inscrivent dans un rectangle encadré d'une bande de motifs géométriques, à quoi s'ajoutent des décors de rinceaux. Le linteau porte un extrait du Coran. Tout autour du bâtiment court une frise de muqarnas. Le corps du bâtiment est surmonté de trois dômes à côtes posé sur un tambour percé de fenêtres. Le dôme central est en retrait par rapport aux deux autres, et se trouve au-dessus de l'abside polygonale qui abrite le mausolée et le mirhab. 

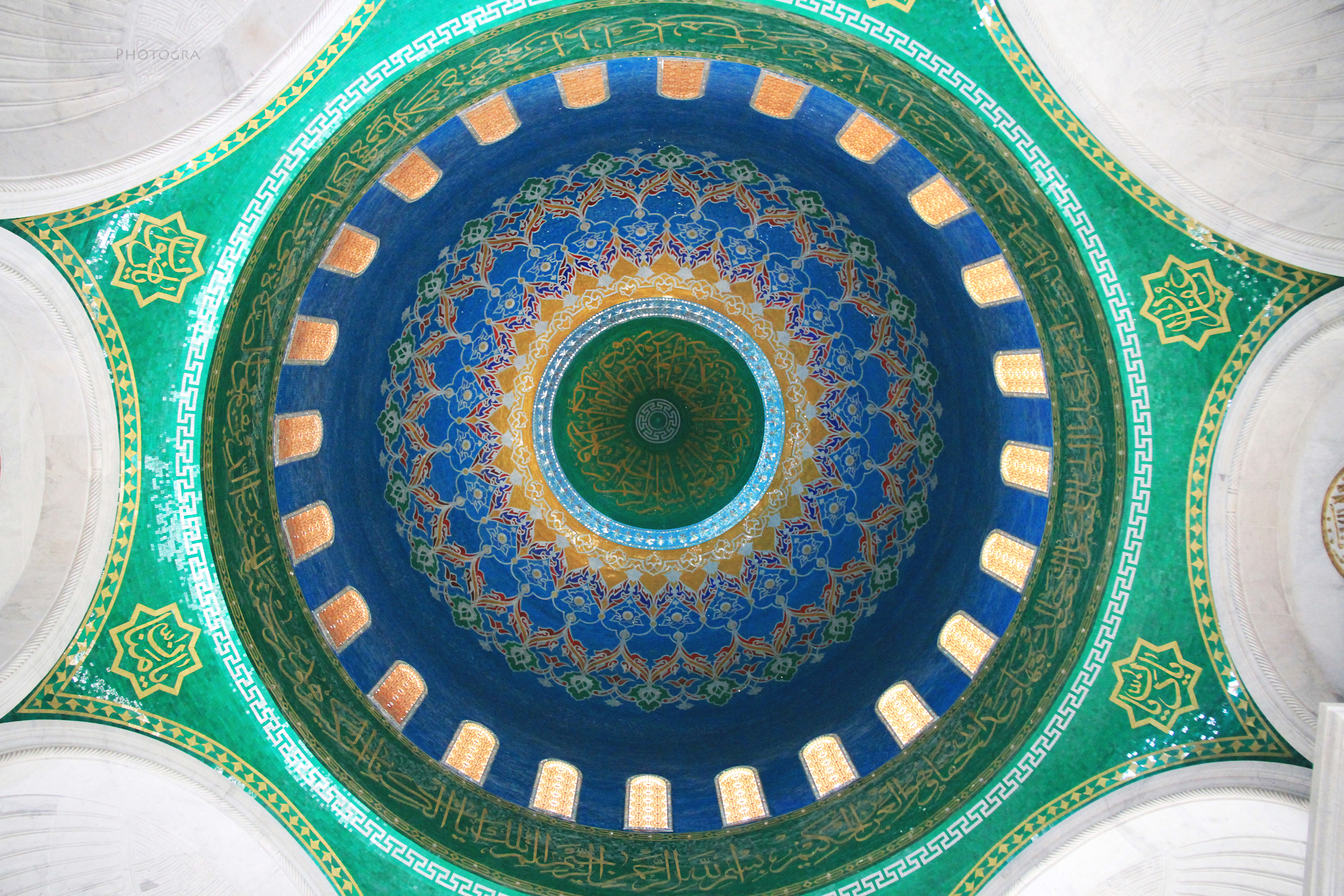
Coupole centrale, reposant sur des pendentifs, et son riche décor.

La face interne des coupoles sur les deux côtés est ornée de miroirs verts et turquoise. Le centre est occupé par des versets coraniques, et la coupole est rythmée par des arcs en dorure qui reposent sur une frise de décors géométriques. En dessous de celle-ci vient la rangée de fenêtres du tambour, puis un bandeau portant des versets du Coran en lettres dorées. La coupole centrale, sous laquelle se trouve le tombeau, reprend cette organisation, mais avec un décor plus riche: elle présente un décor floral raffiné sur un fond en bleus dégradés. 
La décoration intérieure est due au célèbre architecte azerbaïdjanais Fakhraddin Miralay, qui a déclaré à propos de ce travail : «En tant qu'architectes, nous avons essayé de servir le peuple, pour que les croyants entrant dans la mosquée voient sur chaque mur le reflet d’Allah et sentent sa présence »,. 

## Le rôle de la mosquée dans la vie spirituelle de la société
La mosquée a été édifiée au-dessus de la tombe de la fille du septième imam chiite Mussa al-Kazim. Avant la construction de la mosquée, cet endroit était considéré comme sacré du fait que Ukeyma khanum appartenait à la famille de Mahomet. Par la suite, les fidèles vinrent prier dans la mosquée. Si la tombe d’Ukeyma a été détruite en 1936 avec la mosquée, le lieu n’a pas cessé pour autant d’être sacré pour les croyants. Les gens continuaient d’y chercher un réconfort spirituel. 
Le rêve des fidèles était de rétablir la mosquée au même endroit, ce qui a été fait après la chute du régime soviétique et que la liberté religieuse est revenue. Aujourd'hui, cet endroit, où reposent les restes de quatre membres[Lesquels ?] de la famille de Mahomet, est le troisième sanctuaire du monde islamique selon le nombre de tombeaux sacrés[réf. nécessaire]. En outre cela, la mosquée et son tombeau sont considérés aussi comme une importante œuvre architecturale. Selon les paroles de la candidate des sciences historiques Chahla Nourouzade, « la nouvelle mosquée représente un parfait échantillon de l’école d’architecture classique de Chirvan ». Heydar Aliyev avait également noté, que « cette mosquée était un monument, enrichissant la culture, l’histoire et l’architecture de l’Azerbaïdjan ».